# North Berwick (hrabstwo York)
North Berwick – jednostka osadnicza w Stanach Zjednoczonych, w stanie Maine, w hrabstwie York.